# Laurentius Autenrieth

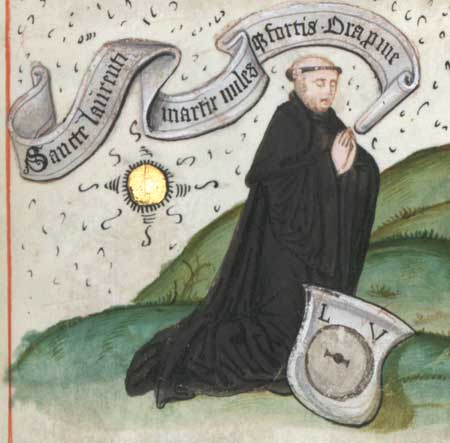
Abt Laurentius Autenrieth

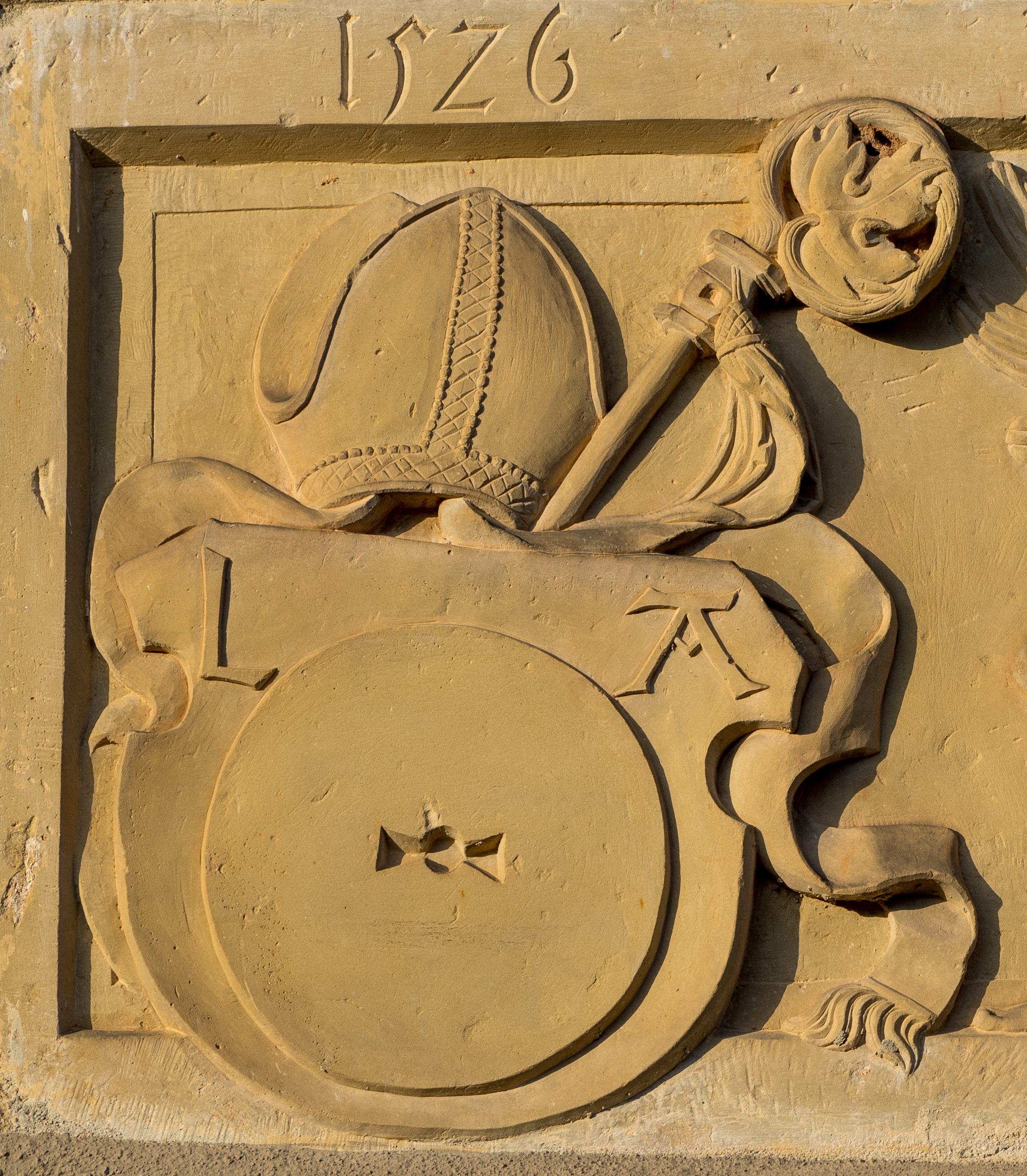
Wappen des Laurentius Autenrieth in Lorch mit den Initialen L A

Laurentius Autenrieth (* 1483 in Blaubeuren; † 17. Februar 1549) war in den Jahren 1525–1548 katholischer Abt des Benediktinerklosters Lorch bei Schwäbisch Gmünd in Baden-Württemberg.

## Leben
Laurentius wurde als Sohn des Blau-Müllers Conrad Uttenrieth (1447–1501) aus Seißen geboren. Sein Wappen zeigt daher einen Mühlstein. Laurentius trat zunächst um 1500 dem Benediktinerorden in Blaubeuren bei und wechselte etwa 1505 in das Kloster Lorch. 1508 wurde er dort Kustos. 
In dieser Funktion beteiligte er sich als Schreiber an der Erstellung der Lorcher Chorbücher und war Hauptschreiber der Gradualehandschrift in den Jahren 1511/12. In seinem Schriftmusterbuch aus dem Jahr 1520 gab er Beispiele verschiedener Schriftarten.
In der Folge wurde er Prior von Lorch und im Jahr 1525 zum Abt des Klosters gewählt. Im Bauernkrieg zog der an Ostern 1525 in Gaildorf (daher auch „Gaildorfer Haufen“) erneut ausbrechende Bauern-Aufstand als „Limpurgischer Haufen“ mit etwa 3000 Mann zur Plünderung der Klöster Adelberg, Lorch, Murrhardt sowie der Festung Hohenstaufen aus. Das Kloster wurde vom 26. April bis 2. Mai 1525 überfallen und teilweise niedergebrannt. Dabei wurde die Bibliothek fast völlig zerstört und die Mönche wurden vertrieben. Unter Abt Laurentius Autenrieth wurde das Kloster in den Jahren 1530/31 wieder instand gesetzt, ohne jedoch seine frühere Bedeutung wieder zu erlangen. Laurentius blieb Abt auch nach der im Jahr 1535 durch die Reformation ausgelösten Aufhebung des Klosters durch Herzog Ulrich von Württemberg.
Im südlichen Seitenschiff der Kirche ließ sein Nachfolger ein Grabmal mit lateinischer Inschrift errichten (Übersetzung): „Wanderer! In diesem Grabmal hast du vor dir die Gebeine des sehr frommen und trefflichen Mannes Lorenz, Vater und Abts des Klosters Lorch, welcher tapfer mit höchster Geisteskraft und Ausdauer 15 Jahre lang gegen die Kirchentrennung der Lutheraner ausgehalten und den Armen beizustehen gelernt hat. Nun ist er in die gemeinsame Heimat als treuer Christ und Katholik abgegangen, nachdem er dem Kloster 24 Jahre lang vorgestanden. Er ging heim im Jahre des Herrn 1549, im sechsundsechzigsten seines Lebens, am 17. Februar. Seine Seele lebe in Gott fort. Amen.“